# 盧西亞諾·納爾辛格
盧西亞諾·納爾辛格（荷蘭語：Luciano Narsingh；1990年9月13日—），荷蘭足球運動員，司職右翼鋒，現效力於澳職球會FC悉尼。

## 俱樂部生涯
納爾辛格的爺爺奶奶來自印度安德拉邦，早年是荷蘭殖民地蘇里南的合約勞工。出生在阿姆斯特丹的盧西亞諾和他哥哥Furdjel早期曾經受訓於阿積士青訓，其後海倫芬選中了他加入球隊。
2012年，納爾辛格在海倫芬打出極高水準，當賽季進球12個助攻22次，並入選了荷蘭國家足球隊的2012年歐洲杯陣容，但在加盟PSV燕豪芬之後，納爾辛格的狀態不好。在多年轉會傳聞後，他前往英超加盟斯旺西。

## 外部連結
- 卢西亚诺·纳尔辛格在《国际足球（英语：Voetbal International）》中的档案（荷蘭語）
- 足球数据库：盧西亞諾·納爾辛格的球员统计数据